# Pipenzolate bromide
Pipenzolate bromide là một thuốc kháng muscarinic. Nó liên kết với các thụ thể acetylcholine muscarinic như một chất đối vận do đó ngăn ngừa acetylcholine liên kết với các thụ thể.